# رولاند ریبر
رولاند ریبر (انگلیسی: Roland Reber؛ ‏ ۱۱ اوت ۱۹۵۴ – ۱۱ سپتامبر ۲۰۲۲) بازیگر، تهیه‌کننده، کارگردان، فیلم‌نامه‌نویس و مؤلف اهل آلمان بود. او رئیس پروژه جهانی تئاتر (در چارچوب دهه توسعه فرهنگی یونسکو و سازمان ملل متحد) بود که در سال ۱۹۸۹ تأسیس کرد و به عنوان کارگردان و نویسنده در قاهره، مکزیک و کارائیب فعالیت کرد.
ریبر از سال ۲۰۰۳ تا ۲۰۰۷ نماینده رسمی جشنواره بین‌المللی فیلم قاهره برای کشورهای آلمانی‌زبان و نماینده رسمی جشنواره فیلم دمشق برای اروپا بود. او عضو هیئت داوران فانتاسپورتو ۲۰۰۸ در پرتغال، جشنواره فیلم سیتخس ۲۰۰۷ در اسپانیا، جشنواره بین‌المللی فیلم اسکندریه در مصر ۲۰۰۳، جشنواره بین‌المللی فیلم داکا در بنگلادش ۲۰۰۴ و سیزدهمین جشنواره بین‌المللی فیلم کودکان قاهره ۲۰۰۳ بود.
سه فیلم او در بخش «فیلم‌های رولاند ریبر» در جشنواره بین‌المللی فیلم کلکته در نوامبر ۲۰۰۳ به نمایش درآمد. در نوامبر ۲۰۰۹ شش فیلم بلند او به عنوان «ادای احترام به رولاند ریبر» در چهلمین جشنواره بین‌المللی فیلم هند در گوا نمایش درآمد.